# Katia Krafft
Katia Krafft (1942 - 1991) foi uma vulcanóloga pioneira que morreu durante a erupção do Monte Uzen no Japão em 1991. Ficou famosa por fotografar e filmar vulcões em erupção a poucos metros de rios de lava, isto permitiu-lhe recolher dados que se revelaram imprescindíveis para o desenvolvimento do estudo de vulcões ativos.

## Percurso
Catherine Joséphine Conrad, conhecida como Katia Krafft, nasceu em 17 de abril de 1942, em Soultz-Haut-Rhin (Alsácia), filha de um ourives e de uma professora. Interessa-se por vulcões ao vê-los em fotografias e filmes.
Após completar os estudos secundários em 1957, foi estudar física e geoquímica na universidade de Estrasburgo (França), onde conheceu o seu futuro marido Maurice Krafft que também era fascinado por vulcões e com irá trabalhar toda a sua vida. A primeira erupção que estudou, quando ainda era estudante, foi a do vulcão Stromboli, onde reuniu dados, analisou e recolheu amostras de gases e rochas.
A sua carreira como investigadora de vulcões iniciou-se pouco depois. Ela juntou dinheiro e rumou a novamente Stromboli. Lá fotografou a erupção praticamente contínua do vulcão e recolheu novas amostras de gases e de rochas. Ao descobrir que as pessoas estavam interessadas em ver as erupções, começou a usar as suas fotografias e filmagens na angariação de fundos para as suas viagens a Itália, Islândia, Japão, Colômbia, Indonésia, entre outros países, para estudar os vulcões. Assim, para além das suas fotografias serem publicadas em jornais e revistas, ela também publicou vários livros sobre a atividade vulcânica, com base nas suas descobertas obtidas graças à sua forma inovadora de registar as atividades vulcânicas.Para além disto, as suas filmagens foram usadas em vários documentários, nomeadamente no documentário intitulado “The Volcano Watchers”, onde ela também participa.
Em 1968, Katia foi convidada a ir ao sul da Islândia para estudar o vulcão Kverkfjöll considerado extinto que entrara subitamente em erupção após milhares de anos inativo. Uma vez que os vulcões são imprevisíveis e perigosos, muitos cientistas tinham e têm medo de observar pessoalmente as erupções. Já ela foi directa para a borda do vulcão. A sua coragem e os dados que obteve ao aproximar-se do perigo, garantiram o seu sucesso como vulcanóloga.
Durante os anos 70 e 80 do século XX, ela documentou de forma contínua vulcões ativos, fotografando-os enquanto o seu marido os filmava. Este trabalho exaustivo levou a uma melhor compreensão das erupções vulcânicas. Ela fez medições, fez leituras de gases, recolheu amostras de rochas a poucos metros de vulcões em erupção e documentou a forma de como o ambiente era afectado por eles.
Durante toda a sua carreira ela testou os limites para obter os melhores dados, nada a impedia de se aproximar o máximo possível e para tal ela usou um capacete para se proteger das pedras projectadas, vestiu um fato especial que lhe permitia aproximar-se do centro dos vulcões sem se queimar e meteu-se numa canoa no meio de um lago de ácido para obter medições e amostras fidedignas.
Katia e o marido eram muitas das vezes os primeiros a chegarem a um vulcão ativo, respeitados e invejados por vários vulcanólogos, eram chamados de Os Diabos dos Vulcões. As suas fotografias e filmagens permitiram-lhe trabalhar com as entidades governamentais locais de maneira a serem definidos protocolos de segurança e de evacuação quando fosse necessário. Ela testemunhou e documentou a formação de novos vulcões, assim como os efeitos da chuva ácida e das nuvens de cinzas. Um dos seus últimos projectos com o marido foi a criação uma série de vídeos chamados de “Understanding Volcanic Hazards”, através do qual procuravam alertar a população e as autoridades locais de zonas sujeitas aos perigos da atividade vulcânica sobre os riscos que corriam, de maneira a levá-los a criarem protocolos de segurança, prevenção e de evacuação das populações de forma atempada, de maneira a evitar tragédias como as que ocorreram devido à erupção do Monte de Santa Helena (EUA) que ela havia fotografado em 1980.
As suas filmagens nas quais eram patentes as consequências das erupções foram essenciais para alertar as autoridades de locais sob a ameaça de erupções vulcânicas. Foi o que aconteceu em 1991, quando o vulcão Pinatubo entrou em atividade, eles mostraram o vídeo onde eram visíveis os efeitos da erupção do vulcão Nevado del Ruiz na Colômbia, à então presidente filipina Corazón Aquino e a outros interessados. Este vídeo convenceu os cépticos de que a evacuação da região era necessária.

## Morte
Katia e o seu marido Maurice morreram durante a erupção do Monte Uzen no Japão, no dia 3 de Junho de 1991. Estavam demasiado próximos do vulcão e foram apanhados por um fluxo piroclástico que saiu abruptamente e inesperadamente de um canal.  Para além deles, morreram outros cientistas jornalistas e vários bombeiros. O seu colega vulcanólogo Harry Glicken encontrava-se entre eles.
A sua coleção de fotografias e filmagens foi repartida entre o Museu de História Natural de Paris e a associação  "Images et Volcans".

## Homenagens e Prémios
O seu primeiro trabalho de vulcanologia em sítios ativos foi premiado pela Vocation Foundation em 1969.
Em 1975 ela e o seu marido receberam das mãos do então presidente da republica francesa Valery Giscard D’Estaing o prémio Liotard for Exploration.
A biografia de Katia encontra-se entre as de outras mulheres no livro Destemidas (Les Culottées) da ilustradora Pénélope Bagieu que foi adaptada para a televisão com o mesmo nome e transmitida em canais televisivos de vários países, nomeadamente: França, Itália e Portugal.
Após a sua morte, ela e o marido foram alvo de várias homenagens:
- Em 2018 a União de Geociências Europeia criou o Prémio Katia e Maurice Krafft que distingue investigadores que criem métodos de comunicação que sejam inovadores que permitam transmitir o conhecimento científico ao público em geral  [32]
- De quatro em quatro anos é atribuída a medalha de Honra Krafft pela direcção científica da  IAVCEI (Associação Internacional de Vulcanologia e Química do Interior da Terra)  a quem contribua de forma significativa para o conhecimento científico sobre vulcões ou que se destaquem no trabalho com populações que vivem em zonas de risco.[33]
- Uma cratera vulcânica no vulcão Piton de la Fournaise, na ilha da Reunião, tem o nome do casal: Cratera Maurice e Katia Kraftt.[34]
- O Centro de Estudos de Vulcões Ativos da Universidade do Havai em Hilo, instituiu um fundo em memória deles (o Maurice and Katia Krafft Memorial Fund). As doações para este fundo têm como objectivo alertar as populações que vivem em países com um elevado risco de erupções vulcânicas para os riscos que correm e ensinar-lhes o devem fazer caso ocorra uma.[35]
- São mencionados no documentário “Para o Inferno”, da NETFLIX, realizado por Werner Herzog[36]
- Uma grande parte das suas filmagens e fotografias foram reunidas e apresentadas num vídeo criado pela National Geographic que inclui também entrevistas com ambos.[37][38]